# Sulcosis angolensis
Sulcosis angolensis là một loài bọ cánh cứng trong họ Tenebrionidae. Loài này được Erichson miêu tả khoa học năm 1843.